# 科爾尼伊夫卡 (巴里希夫卡區)
50°25′6″N 31°27′12″E / 50.41833°N 31.45333°E

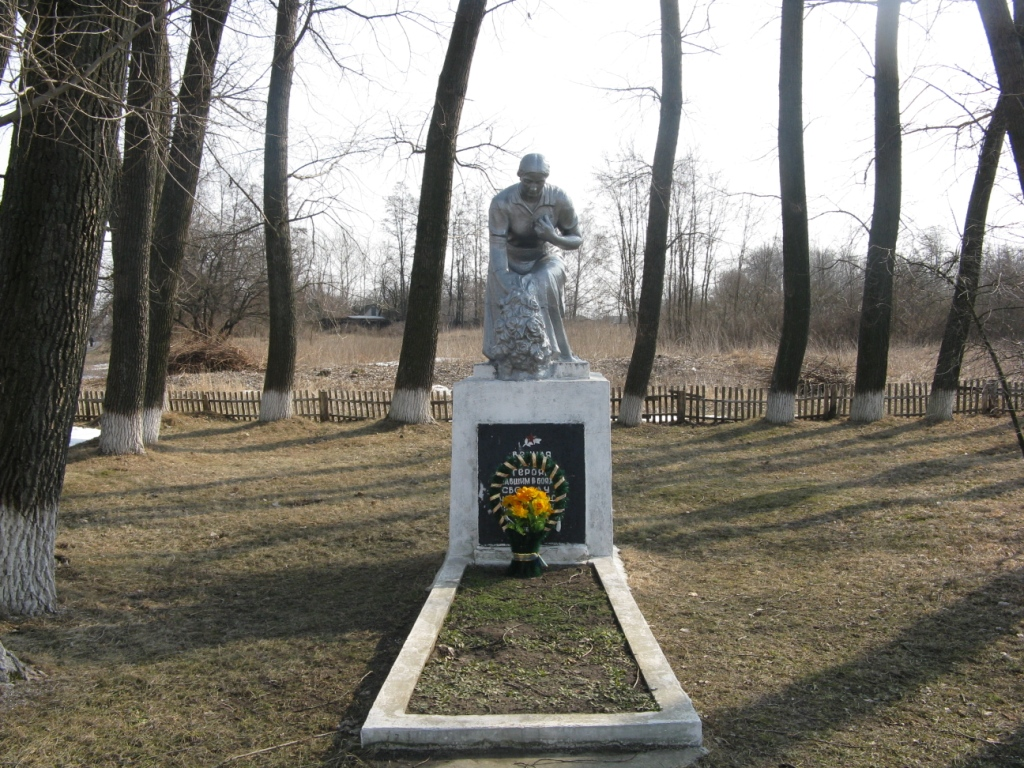

科爾尼伊夫卡（烏克蘭語：Корніївка）是位於烏克蘭北部的村莊，由基辅州布羅瓦里區的巴里希夫卡市鎮負責管轄。該村始建於1666年，面積4.8平方公里，海拔高度106米，2001年人口1,137。